# 杂种鱼鳔槐
杂种鱼鳔槐（学名：Colutea media）为豆科鱼鳔槐属下的一个种。其种加词“media”意为“中间的”。